# تازه أباد (بايين خيابان ليتكوة)
تازه أباد (بالفارسية: تازه‌آباد) هي قرية تقع في إيران في قسم بایین خیابان لیتکوة الريفي. يقدر عدد سكانها بـ 361 نسمة .